# Et knudeproblem
Et knudeproblem er en dansk oplysningsfilm fra 1959 med instruktion og manuskript af Henning Carlsen.

## Handling
Bind en knude på lommetørklædet op til jul, og husk således at sende juleposten i god tid. Inspireret af Robert Masinghams "A Knotty Problem".